# Agrochola grisescens
Agrochola grisescens är en fjärilsart som beskrevs av Barend J. Lempke 1941. Agrochola grisescens ingår i släktet Agrochola och familjen nattflyn. Inga underarter finns listade i Catalogue of Life.